# 石田秀実
石田 秀実（いしだ ひでみ、1950年4月23日 - 2017年10月30日 ）は、日本の中国思想学者、作曲家。

## 来歴・人物
千葉県生まれ。早稲田大学法学部卒業。1976年東北大学哲学科卒業、1982年同大学院文学研究科中国学博士課程単位取得退学。東北大助手、国際日本文化研究センター客員教授、九州国際大学経済学部教授。2009年退職。1997年「こころとからだ-中国古代における身体の思想」で京都大学文学博士。東洋医学を中心に研究している。

## 著書
- 気・流れる身体 平河出版社 1987.12
- 中国医学思想史 もう一つの医学 東京大学出版会 1992.7 (東洋叢書)
- こころとからだ 中国古代における身体の思想 中国書店 1995.1
- 死のレッスン 岩波書店 1996.5 (21世紀問題群ブックス)
- からだのなかのタオ 道教の身体技法 平河出版社 1997.11
- 東アジアの身体技法（編）勉誠出版 2000.10 (遊学叢書)
- 気のコスモロジー 内部観測する身体 岩波書店 2004.7

## 翻訳
- 黄帝内経研究叢書 オリエント出版社 1987.8
- 黄帝内経素問 現代語訳 南京中医学院医経教研組編 松村巧共訳　東洋学術出版社 1992-1993
- 黄帝内経霊枢 南京中医薬大学編 白杉悦雄と監訳　東洋学術出版社 1999-2000

## CD
- クロマ〜石田秀実作品集　高橋アキ、高橋悠治